# Averze
Averze, nebo též nechuť, nelibost, nevůle (pokud je silná, tak i odpor či ošklivost), případně antipatie (zejména v sociálních vztazích; opak sympatie), je pocit záporného postoje nebo náchylnost k takovému pocitu, zpravidla s touhou vyhnout se objektu vyvolávajícímu tento pocit. Averze může být vůči některým osobám, věcem, činnostem, situacím, vzpomínkám a podobně, a může být pociťována na základě fyziologickém, mravním nebo psychickém.